# Diecéze Zapara
Diecéze Zapara je titulární diecéze římskokatolické církve.

## Historie
Zapara je starobylé řecké biskupské sídlo v římské provincii Makedonie I., byla sufragannou arcidiecéze Soluň.
Jediným známým biskupem je Sabinián (553).
V současné době je Zapara využívána jako titulární sídlo; od roku 1976 je sídlo bez biskupa.

## Seznam biskupů
- Sabinián (zmíněn roku 553)

## Seznam titulárních biskupů
- Pacifico Giulio Vanni, O.F.M. (1932 – 1946)
- Hubert Michael Newell (1947 – 1951)
- Ernesto Corripio y Ahumada (1952 – 1956)
- Juan Nicolasora Nilmar (1959 – 1976)